# Mallinella calilungae
Mallinella calilungae (лат.) — вид пауков-муравьедов рода Mallinella (Zodariidae). Встречаются в Юго-Восточной Азии: остров Лусон (Филиппины).

## Описаниеэпигинальной
Пауки мелких размеров (тело около 6 мм, ноги до 18 мм) желтовато-коричневого цвета. Самцы M. calilungae очень похожи на самцов M. longipoda тем, что удлинённый TA снабжён ростральной передней складкой и крупным базальным зубом. Однако у M. calilungae ТА просто изогнут вниз, без отчётливого основания. Самка близка к M. annulipes по эпигинальной пластинке и дигитиформным латеральным долям; от последнего вида её можно отличить по более крупной пластинке с прямым задним краем и неглубокой передней срединной насечкой. Самец: карапакс тёмный красновато-коричневый; хелицеры коричневые; сернум желтовато-коричневый; ноги желтоватые; верх опистосомы тёмно-коричневый (пятна дорсального рисунка: первая пара нечёткая; вторая пара представлена небольшими круглыми пятнами, расположенными косо; третья и четвёртая пары — круглые пятна). Самка сходная по окраске, кроме пятен дорсального рисунка опистосомы: первая и вторая пары представлены удлиненно-яйцевидными пятнами, идущими в продольном направлении, почти соприкасающимися; третья и четвёртая пары — круглые пятна. Mallinella calilungae имеет общие черты с другими представителями группы M. annulipes: дигитиформные латеральные края эпигины, выступающие внутрь; а также фланцевидный RTA, который встречается только у самцов групп M. redimita- и annulipes.

## Классификация
Вид был впервые описан в 2012 году под названием Langbiana calilungae Barrion & Litsinger, 1992. Сходен с видами M. annulipes, M. angustata, M. dolichorhyncha, M. longipoda, M. shimojanai, M. panchoi и Mallinella moncheri Dayananda & Benjamin, 2025.